# Вандервиц, Марко
Марко Вандервиц (нем. Marco Wanderwitz; род. 10 октября 1975, Карл-Маркс-Штадт) — немецкий политик, член партии ХДС. Во фракции ХДС/ХСС он является руководителем отдела «Культура и СМИ» и председателем молодёжной группы.
Стал известным в Германии как депутат, который начал собирать подписи на запрет конкурентной консервативной партии альтернатива для Германии (АДГ). Тоже известно, что он по потерял своё место в парламенте, когда проиграл конкуренту с АДГ. 

## Биография
После окончания средней школы им. профессора доктора Макса Шнайдера в Лихтенштейне / Саксония в 1994 году, Вандервиц прошел обязательную военную службу и в 1995 году окончил Дрезденский университет в области права, а в 2000 году закончил Потсдамский университет, сдав первый государственный экзамен в области юриспруденции. По окончании работы в качестве референта он сдал в 2002 году второй государственный экзамен и с мая 2003 года работал юристом в Лейпциге.
В 1990 году Вандервиц вступил в Молодёжный союз Германии, а в 1998 году в партию ХДС. C 2012 года он является председателем отделения ХДС в Цвиккау и членом совета протестантской рабочей группы округа Хемниц и объединения органов местного самоуправления Хемниц-Миттвейда- Цвикау.
С 2004 года Вандервиц является депутатом городского совета главного города района Хоенштайн-Эрнстталь.
С 2002 года он является членом бундестага. После того как с 2002 до 2005 года он был первым заместителем председателя, в декабре 2005 года он был избран председателем Молодёжной группы ХДС/ХСС. Он также является заместителем председателя Немецко-португальский депутатской группы и членом правления фракции ХДС/ХСС.
В условиях финансового кризиса, в своем интервью под названием «Дайте мне ваши острова», Вандервиц высказался в том смысле, что Греция может продать острова, если Греция не сможет выполнить свои долговые финансовые обязательства.
Летом 2010 года он призвал к тому, чтобы граждане, ведущие нездоровый образ жизни, должны быть сильнее привлечены к финансированию медицинского страхования, потому что они сознательно увеличивают расходы обязательного медицинского финансирования.
В феврале 2012 года он призвал к введению специального налога для лиц, не имеющих детей, с тем, чтобы облегчить фонды социального страхования.

## Новости в прессе
24 октября 2012 года на эстонском новостном портале Delfi появилась новость о том, что ещё никто не видел золотых запасов немецкого центрального банка — Бундесбанка в полном объёме. Недавно два члена бундестага Филипп Мисфельдер и Марко Вандервиц попытались посетить банк, но безрезультатно. Газета Die Welt сообщает, что Бундесбанк не дал разрешение политикам на осмотр немецких золотых запасов, хранящихся в Париже и Лондоне.
Газета Bild сообщает, что член совета директоров Бундесбанка Карл-Людвиг Тиле обратился с письмом к политикам, заявив, что у центрального банка в Париже и Лондоне нет подходящих помещений для осмотра.
Лишь небольшая часть золотых запасов хранится в Германии. Большинство немецких золотовалютных резервов, объём которых составляет до 3400 тонн на сумму более € 150 млрд, находится за границей, и только небольшая часть Бундесбанка хранится во Франкфурте-на-Майне.
Марко Вандервиц женат и имеет троих детей.